# Левин, Михаил Иосифович
Михаи́л Ио́сифович Ле́вин (1899—1983) — директор картин.
Работал на съёмочных площадках в Ленинграде, будущем «Ленфильме». Во время эвакуации снимал фильмы в Казахстане, Узбекистане на Центральной объединённой кинематографической студии (ЦОКС), в содружестве с Фридрихом Эрмлером. После войны работал в Москве, на «Мосфильме».

## Фильмография
- 1942— Актриса
- 1943 — Иван Грозный